# 靳庄商代遗址
靳庄商代遗址，位于中国河北省石家庄市丘头镇靳庄村，为石家庄市藁城市的一个省级文物保护单位，类型为古遗址，公布时间为2001年2月7日。
靳庄商代遗址的历史年代为商。